# 波阳镇
波阳镇，是中华人民共和国贵州省黔西南布依族苗族自治州兴仁市下辖的一个乡镇级行政单位。
2015年1月21日，贵州省人民政府批复同意兴仁县乡镇行政区划调整，新设置的波阳镇辖原田湾乡，镇人民政府驻田湾居委会。

## 行政区划
波阳镇下辖以下地区：
田湾社区、鹧益村、堵拐村、所宜村、普茶村、大田角村、新寨村和杨柳井村。